# CD-singel

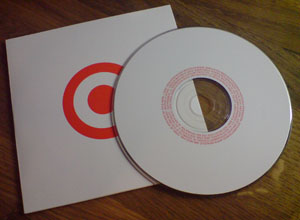
Nålens öga av Kent som CD-singel.

En CD-singel (ibland förkortat CDS) är en musiksingel utgiven på en CD. Formatet lanserades i mitten av 1980-talet, och slog igenom i början av 1990-talet. Försäljningen minskade under 2000-talets första decennium, i samband med den digitala nedladdningens genombrott.
Kommersiellt utgivna CD-singlar kan variera mellan två spår, och därmed följa samma tradition som grammofonskivornas A-sida och B-sida, och sex spår som på en EP. Vissa CD-singlar innehåller remixvarianter av ett eller flera spår, andra en musikvideo. Längden och antalet spår varierar mellan olika länder.

## Historik
Dire Straits "Brothers in Arms" från 1985 brukar anges som världens första CD-singel. Den hade två spår. 1987 debuterade CD-singlarna på den brittiska singellistan, och första CD-singel att toppa listan blev Whitney Houstons  "I Wanna Dance with Somebody (Who Loves Me)" i maj 1987.
Under sent 1980-tal lanserades även mini-CD-singeln i storleken 8 centimenter, vilken blev framgångsrik i framför allt Japan, men bara nådde begränsade framgångar i Storbritannien och USA. De kallades i Europa för "Pock it"-CD. Mini-CD-singlar förekom i Storbritannien fram till början av 1990-talet då ersattes av 12 centimenter CD's eftersom standardstorleken var billigare att tillverka.
Under 1990-talet brukade amerikanska skivbolag släppa tvåspåriga CD-singlar samt flerspåriga maxi-CD-skivor. Även i Storbritannien brukade båda formaten släppas, men där brukade varje skiva i stället innehålla tre spår eller fler.[källa behövs]
Under 1990-talet släpptes allt färre singlar på CD i många länder, då skivbolagen alltmer enbart satsade på CD-album. I många länder blev singellistorna i stället en hitlista för låtar, vilket exempelvis skedde i USA med Billboard Hot 100 i december 1998, då CD-singelmarknaden minskat i USA. CD-singlarna förblev dock under en längre tid populära i Storbritannien, där manga listor fortfarande enbart var baserade på försäljning och inte speltid i radio. Under sent 1990-tal var CD-skivan det bäst säljande singelformatet i Storbritannien, medan speltid i radio dominerade i USA. När den digitala nedladdningen sedan slog igenom har CD-singeln i många länder fasats ut, och den lagliga nedladdningen började likställas med den fysiska försäljningen.[källa behövs]
År 1999 såldes drygt 34 miljoner CD-singlar i Storbritannien, 2007 hade siffran sjunkit till 8 miljoner. Woolworths Group, som tidigare stod för en tredjedel av alla CD-försäljningen i Storbritannien, slutade sälja CD-singlar i augusti 2008,
I Australien rapporterade Herald Sun att CD-singeln förväntas "dö ut". I början av juli 2009 slutade JB Hi-Fi sälja CD-singlar på grund av sjunkande försäljning, då till exempelvis listettan endast sålde cirka 350 exemplar över hela Australien.
I september 2003 ryktades det att ringsignaler skulle sälja bättre än CD-singlarna under 2004.
I juli 2009 meddelade 'The Guardian att Florence + The Machines singel 'Rabbit Heart (Raise It Up)' sålde totalt 64 exemplar, och nådde 16:e-plats på listan för mitten av veckan.
I mars 2011 meddelade Mercury Records  att de skulle sluta tillverka CD-singlar på grund av minskad efterfrågan samt ekonomiska förluster under 2010.
År 2021 rapporterades att CD-singeln åter blivit populär i Storbritannien med en ökning på 18% av försäljningen från föregående år. Anledningen till det ökade intresset sades vara att konsumenterna åter ville ha fysiska skivor som samlarobjekt.

### Fotnoter
1. ↑  ”Dire Straits – Brothers In Arms - Live In '85” (på engelska). Discogs. 10 mars 1985. http://www.discogs.com/Dire-Straits-Brothers-In-Arms-Live-In-85/release/2977615. Läst 20 juni 2015.
2. 1 2 3  Jack White (24 september 2021). ”CD single sales surge in the UK as Ed Sheeran, ABBA, Coldplay and more return to the format”. Official Charts Company. https://www.officialcharts.com/chart-news/cd-single-sales-surge-in-the-uk-as-ed-sheeran-abba-coldplay-and-more-return-to-the-format__34089/.
3. ↑  Mini CD single Obsolete Media.org
4. ↑  Harry Wallop (26 maj 2008). ”CD singles off the shelves at Woolworths”. Daily Telegraph. http://www.telegraph.co.uk/news/uknews/2033246/CD-singles-off-the-shelves-at-Woolworths.html. Läst 20 juni 2015.
5. ↑  Mirror - Woolies axes singles
6. ↑  Adams Cameron (2 juli 2009). ”JB HiFi stops selling CD singles because of declining sales”. Herald Sun. http://www.news.com.au/national/jb-hifi-stops-selling-cd-singles-because-of-declining-sales/story-e6frfkp9-1225744990601. Läst 20 juni 2015.
7. ↑  Music Law Updates - Ringtones 2004
8. ↑  The Guardian - A chart hit with 64 sales
9. ↑  Metro - Mercury Records